# Meilichius impressicollis
Meilichius impressicollis es una especie de coleóptero de la familia Endomychidae.

## Distribución geográfica
Habita en Luzon (Filipinas).